# Bulevar H. C. Andersens
El Bulevar H. C. Andersens (en danés: H. C. Andersens Boulevard) es la arteria más densamente usada en el centro de Copenhague, la capital del país europeo de Dinamarca. La calle de 1,3 kilómetros de largo y seis carriles pasa por la plaza del Ayuntamiento en su camino desde Jarmers Plads, un cruce justo al sur de la estación de Nørreport, al Puente de Lange que la conecta con el Bulevar Amager, en Amager. Desde Jarmers Plads el tráfico continúa por Gyldenløvegade que al otro lado de los lagos se divide en Aaboulevard y Rosenørns Allé.